# Kotoura (Burkina Faso)
Pour les articles homonymes, voir Kotoura.
Kotoura est une localité située dans le département de Kangala de la province du Kénédougou dans la région des Hauts-Bassins au Burkina Faso.

## Géographie
Kotoura est situé en pays sénoufos, à environ 10 km au sud de la route nationale 8 qui mène à la frontière malienne (vers Sikasso au Mali) et à 4 km à l'ouest de Kangala.

## Santé et éducation
Kotoura accueille un de centre de santé et de promotion sociale (CSPS) tandis que le centre médical avec antenne chirurgicale (CMA) se trouve à Orodara et que le centre hospitalier régional (CHR) est le CHU Souro-Sanon de Bobo-Dioulasso.
Le village possède une école primaire publique.